# Marsvinjagt ved Middelfart
|  | Denne artikel er oprettet af botten Steenthbot ud fra en ekstern database. Den kan derfor have sproglige fejl eller mangler. Denne skabelon kan fjernes efter kontrol af indholdet. |

Marsvinjagt ved Middelfart er en dansk dokumentarfilm fra 1946 instrueret af Poul Juhl efter eget manuskript.

## Handling
Vi er med en fisker på marsvinjagt i Lillebælt ud for Middelfart.